# Alabastro (vaso)

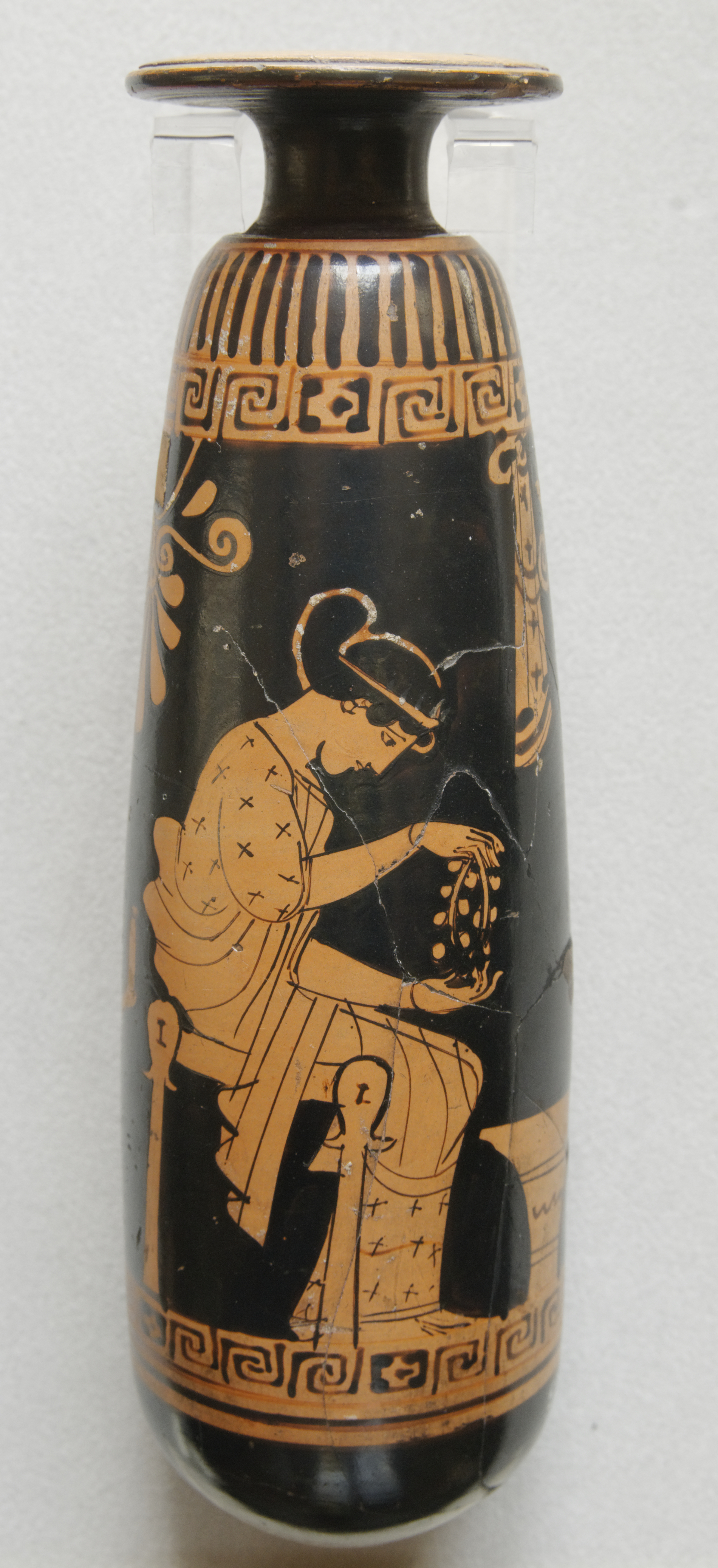
Alabastro grego

Alabastro (do grego "alábastros" - ἀλάβαστρον -, pelo latim alabaster) foi um tipo de cerâmica usada na Antiguidade para armazenar óleo e perfume. Originalmente para o seu fabrico era utilizado o alabastro-ônix, mas não se sabe, entretanto, se é o vaso que empresta o nome ao mineral ou vice-versa. Também são encontrados exemplares de pedra e terracota com fundo branco e figuras negras. Outros materiais utilizados são o vidro e metais preciosos como o ouro. Usualmente não possuía asas, mas existem algumas peças com pequenas alças para facilitar o manuseio.
A primeira menção conhecida a estes "frascos de essências" vem de Heródoto, na obra Histórias, que cita o alabastro como um dos presentes enviados por Cambises II ao rei da Etiópia. Passada a sua época, a palavra ocorria tanto entre os escritores gregos quanto entre romanos.

## Tipos de alabastro
Há três tipos clássicos de alabastro:
- Bulbo coríntio, com tamanho aproximado de oito a dez centímetros; comum em toda a Grécia. Surgiu em meados do século VII a.C.
- Tipo alongado e pontiagudo, comum na Grécia oriental e nas cerâmicas etruscas e ítalo-coríntias.
- Tipo ático, com tamanho aproximado de dez a vinte centímetros, base circular e, ocasionalmente, com duas pequenas alças. Comum a partir do final do século VI a.C. até o início do séc. IV a.C.

Exemplos de alabastros de vidro opaco aparecem no Egito (1000 a.C.), Assíria (600 a.C.), Síria e Palestina (séc. II a.C.).